# Bob Mortimer
Robert Renwick Mortimer, född 23 maj 1959, är en engelsk komiker och skådespelare. Han slog igenom under 1990-talet som en del av komikerduon Vic and Bob, tillsammans med Vic Reeves.

## Biografi
Bob Mortimer växte upp med tre bröder i Linthorpeområdet i Middlesbrough. Hans far dog i en bilolycka när Mortimer var sju.
Han provspelade för att spela professionell fotboll Middlesbrough FC, men accepterades inte eftersom han hade ledinflammation. Han lämnade skolan med höga betyg och studerade juridik vid universiteten i Sussex och Leicester. Där blev han politiskt intresserad och startade punkbandet Dog Dirt.
Efter att ha lämnat universitetet med en Master of Laws i välfärdsrätt, flyttade han till London och blev advokat för Southwark Council i London. Han flyttade sedan till en privat praktik i Peckham, där hans arbete med hälsovård involverade kackerlackangrepp av kommunala fastigheter, och en lokal tidning dubbade honom "Kackerlackskungen". 
Bob Mortimer började med komedi när han såg en show med Vic Reeves. Bob Mortimer imponerades mycket av den absurda föreställningen och kontaktade Reeves efter showen. De två började skriva material för nästa veckas show och de bildade bandet Potter's Wheel. Showen döptes till Vic Reeves Big Night Out, Bob Mortimer deltog även han i den med olika karaktärer. Showen blev framgångsrik i södra London och flyttade 1988 till större lokaler, Albany Empire i Deptford.
Vic Reeves och Bib Mortimer tv-debuterade i den kortlivade pratshowen One Hour med Jonathan Ross från 1989. Senare samma år gjorde duon en TV-pilot av Vic Reeves Big Night Out, som var trogen nattklubbaktens varietéformat. Bob Mortimer tog tjänstledigt i 10-veckor från arbetet som advokat, men återvände aldrig.
De två skapade senare fler sketchshower med absurd komik, som The Weekenders, som bara blev ett pilotavsnitt, The Smell of Reeves and Mortimer och Shooting Stars, Bang Bang, It's Reeves och Mortimer och Randall & Hopkirk (Deceased). Shooting Stars gick först i fem säsonger till och med 2002, och återkom sedan 2008-2011.
Även deras genombrott återkom med ett avsnitt 2017, under namnet Big Night Out, och blev en säsong som visades 2018.
Bob Mortimer har varit deltagare i flera panelshower som 29 Minutes of Fame, 8 Out of 10 Cats och Would I Lie to You?. I den sistnämnda har han varit deltagare varje år sedan 2012 och alltid i komikern Lee Macks lag. Berättelserna har alltid varit spektakulära och nått stor popularitet. Han har själv sagt att han aldrig blivit så igenkänd som efter sin medverkan i Would I Lie to You?.
Bob Mortimer var med i den femte säsongen av Bäst i test England, och som vinnare i den var han också med i extrasäsongen Champion of Champions något år senare, där segrarna i de fem första möttes.